# ادینیو (بازیکن فوتبال، زاده ۱۹۷۹)
ادینیو (انگلیسی: Edinho؛ زادهٔ ۳۰ اکتبر ۱۹۷۹) بازیکن فوتبال اهل برزیل است.
از باشگاه‌هایی که در آن بازی کرده‌است می‌توان به باشگاه ورزشی واسکو دوگاما اشاره کرد.